# Evelop Airlines
Evelop Airlines é uma companhia aérea espanhola do Grupo Barceló, especializada em voos de lazer para o México, Cuba e República Dominicana, a partir de Madrid. Em Portugal, opera pontualmente os voos comercializados pela Orbest, sendo esta companhia portuguesa sua subsidiária.

## Frota

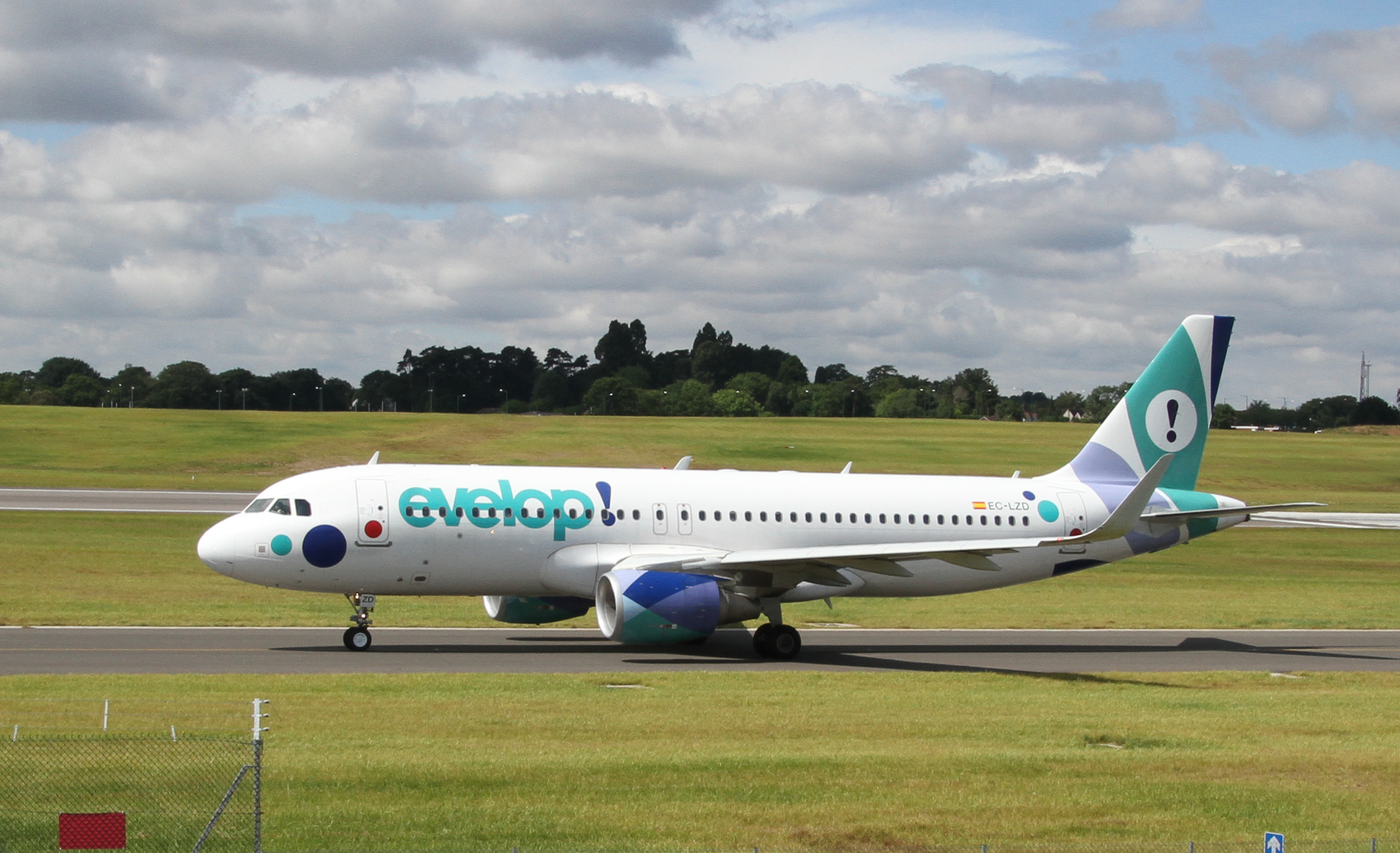
Airbus A320 da Evelop Airlines.

A frota de Evelop Airlines consiste nas seguintes aeronaves (janeiro de 2015):
| Aeronave        | Em serviço | Pedidos | Passageiros | Notas                |
| --------------- | ---------- | ------- | ----------- | -------------------- |
| Airbus A320-214 | 2          | 0       | 180         |                      |
| Airbus A330-200 | 1          | 0       | 305         |                      |
| Airbus A330-300 | 4          | 0       | 388         | 1 a operar na Orbest |
| Airbus A350-900 | 1          | 1       | 432         |                      |
| Total           | 8          | 1       |             | —                    |